# Castrul roman de la Ungra

## Localizare
Castrul roman de la Ungra este situat la cca. 5 km de castrul roman de la Hoghiz.
Zona în care e situat asigura traversarea Oltului, aici aflându-se granița Daciei Inferior și Dacia Superior. Astfel, atestarea castrului cu palisadă de lemn reprezintă un element importat în studierea strategiei defensive din arealul vizat.

## Descriere
Castrul se observă bine din fotografiile făcute în 1968 de satelitul Corona; suprafața a fost afectată între timp de lucrări agricole. Fortificația are dimensiuni de 110 m x 130 m. Semnalarea lui s-a făcut după recunoașterile din teren. În proximitatea colțului nord-vestic a fost făcută o săpătură de control în anul 2018, când s-au identificat o fossa dublă, în formă literei W, precum și incinta dublă de lemn a castrului, cu lățimea de 2 metri.